# 明珠台
明珠台（めいじゅたい、TVB Pearl）は、香港の民放テレビ局無綫電視が放送しているチャンネルの一つ。

## 歴史
宗主国であるイギリスの言語である英語の番組を放送するチャンネルとして、翡翠台とともに1967年11月19日に開局した。英語番組のほか、普通話による番組があり、かつては香港在留者向けに日本語・韓国語による番組を放送する時間帯も存在した。
ニュース番組は、翡翠台での放送内容とほぼ同じだが、放送時間の違いにより、一部内容が変更されている場合がある。天気予報は、出演者が異なるほかは同じである。香港電台制作の放送も放送されている。
明珠台向けに制作されたドラマやバラエティ番組はなく、海外の権利者から購入した番組や映画、サッカーなどのスポーツ番組が中心の放送内容となっている。